# Civilizações andinas
As civilizações andinas compunham um mosaico de diferentes culturas independentes que se desenvolveram no entorno da Cordilheira dos Andes, da Colômbia ao deserto de Atacama, na América do Sul. Elas baseiam-se principalmente nas culturas do Peru Antigo e algumas outras, como Tiahuanaco.
O Império Inca foi a última entidade política soberana que emergiu das civilizações andinas antes da conquista pelos espanhóis. O Império Inca era uma "colcha de retalhos" de línguas, culturas e povos. Os componentes do império não eram uniformes, nem as culturas locais totalmente integradas. Por exemplo, a cultura chimu usava dinheiro em seu comércio, enquanto o Império Inca como um todo tinha uma economia baseada na troca e na tributação de produtos de luxo e de trabalho. As porções de Chachapoya que havia sido conquistadas eram quase abertamente hostis aos inca e os nobres incas rejeitaram uma oferta de refúgio no seu reino após problemas com os espanhóis.
O domínio espanhol exterminou ou transformou muitos elementos das antigas civilizações andinas, principalmente a religião, o idioma e a arquitetura.

## Culturas arqueológicas

### Caral

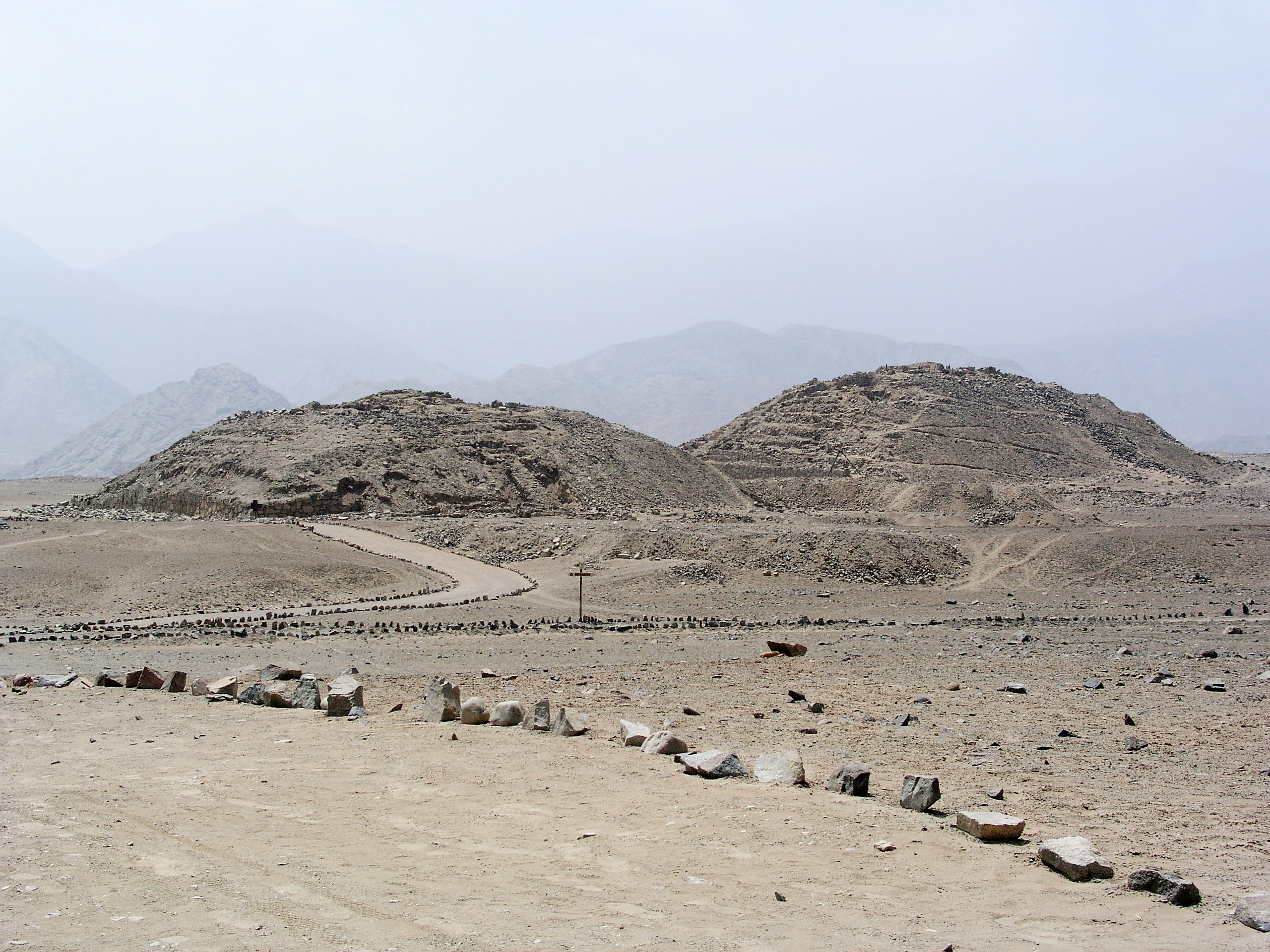
Pirâmides da civilização de Caral no árido Vale do Supe, cerca de 20 km da costa do Pacífico.

A civilização de Caral era uma sociedade pré-colombiana complexa, que incluía cerca de 30 grandes centros populacionais, no que é agora a região do Norte Chico, no centro-norte da costa do Peru. É a mais antiga civilização conhecida na América e um dos seis locais onde a civilização se originou separadamente no mundo antigo. Ela floresceu entre o trigésimo século a.C. e o século XVIII a.C. O nome alternativo, Caral-Supe, é derivado da Cidade Sagrada de Caral, no Vale do Supe, um local do Norte Chico grande e bem estudado. A complexa sociedade do Norte Chico surgiu um milênio depois da Suméria na Mesopotâmia, foi contemporânea das pirâmides do Egito e anterior à mesoamérica olmeca em quase dois milênios.

### Chavín
Acredita-se que a cultura Chavín, no Peru, tenha sido principalmente um culto religioso. A cultura aparentemente começou nas terras altas dos Andes e depois se espalhou para fora todo o país. A cultura Chavín tem estilos de arte muito distintas, principalmente em vasos efígie, alguns dos quais estavam em formas felinos. Chavin de Huantar foi um importante centro ritual para esta cultura, datado de cerca de 1500 a.C.

### Valdívia
A cultura Valdívia é uma das mais antigas culturas registradas na América. Ela surgiu a partir da cultura anterior chamada Las Vegas e prosperou na península Santa Elena, perto da cidade moderna de Valdívia, Equador, entre 3500 a.C. e 1800 a.C.

### Nazca

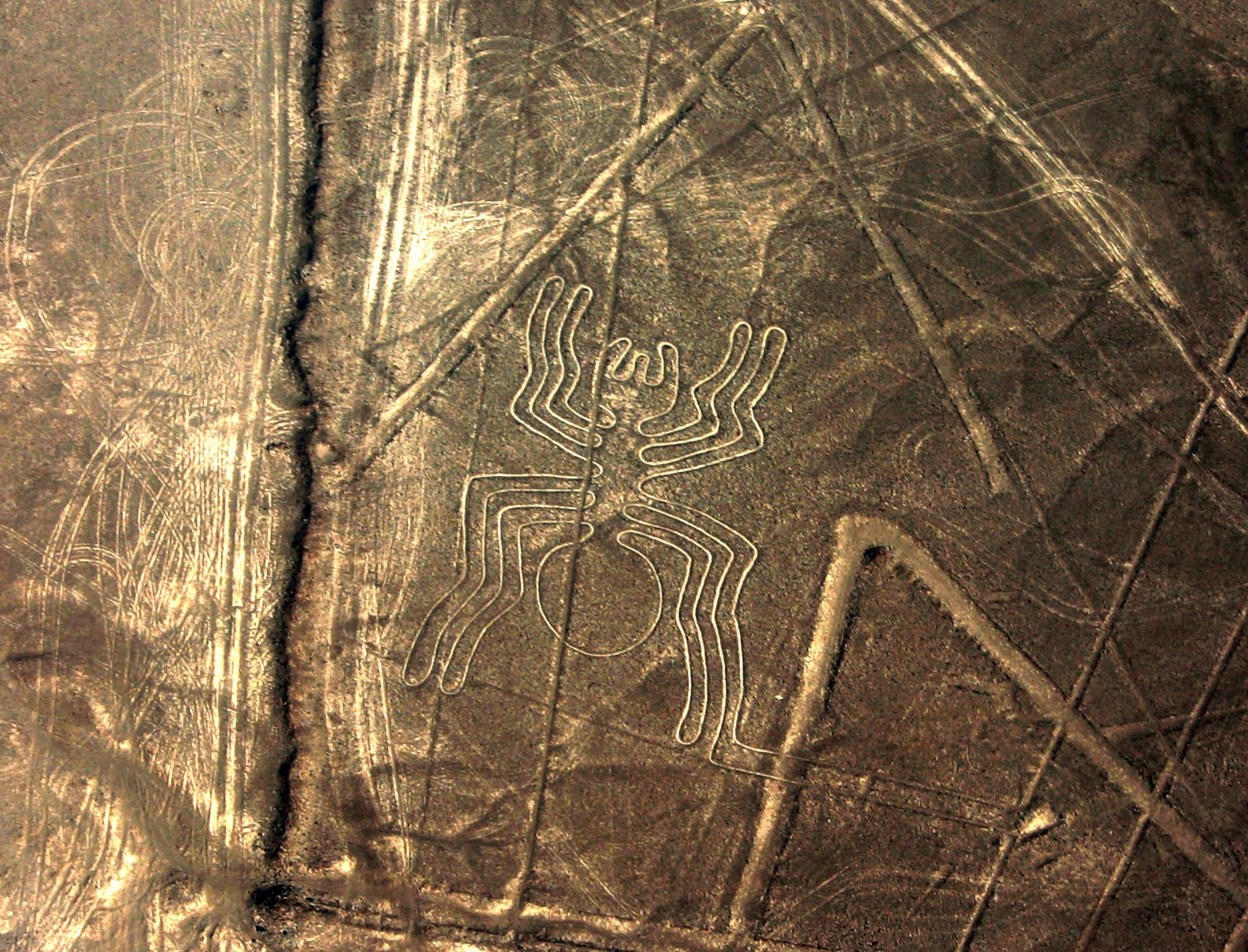
Imagem de um desenho em forma de aranha, parte das Linhas de Nazca, no deserto de Nazca, Peru

A civilização de Nazca foi uma cultura arqueológica que floresceu entre os anos 100-800 junto à seca costa sul do Peru, nos vales dos rios da bacia do Rio Grande de Nazca e do Vale de Ica. Depois de ter sido fortemente influenciada pela antiga cultura paracas, que era conhecida por seus tecidos extremamente complexos, a cultura de Nazca produziu uma série de belas artes e tecnologias, tais como cerâmicas, têxteis e geoglifos (mais comumente conhecidas como as linhas de Nazca). Eles também construíram um impressionante sistema de aquedutos subterrâneos, conhecido como puquios, que funcionam até hoje. A província de Nazca, na Região Ica, foi nomeado em homenagem a este povo.

### Moche

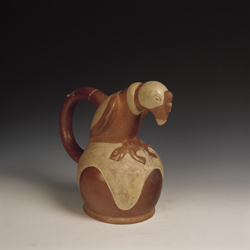
A cultura Moche é pela sua cerâmica de renome mundial. Na imagem, um Condor de cerca de 300 d.C

A civilização Moche (conhecida também como cultura mochica, pré-chimu ou proto-chimu) floresceu no norte do Peru a partir de cerca de 100 d.C. a 800 d.C. Enquanto esta questão é objeto de algum debate, muitos estudiosos afirmam que a cultura Moche não era politicamente organizada como um império ou um Estado monolítico. Em vez disso, eles provavelmente organizavam-se em grupos de organizações políticas autônomas que compartilhavam uma cultura e uma elite comum, como visto na rica iconografia e arquitetura monumental que sobrevivem até hoje. Eles são particularmente conhecidos por suas cerâmicas elaboradamente pintadas, trabalho em ouro, construções monumentais (huacas) e sistemas de irrigação. A história Moche pode ser dividido em três períodos: a emergência da cultura Moche (100-300), sua expansão e florescimento (300-600) e a nucleação urbana e subsequente colapso (500-750).

### Tiwanaku

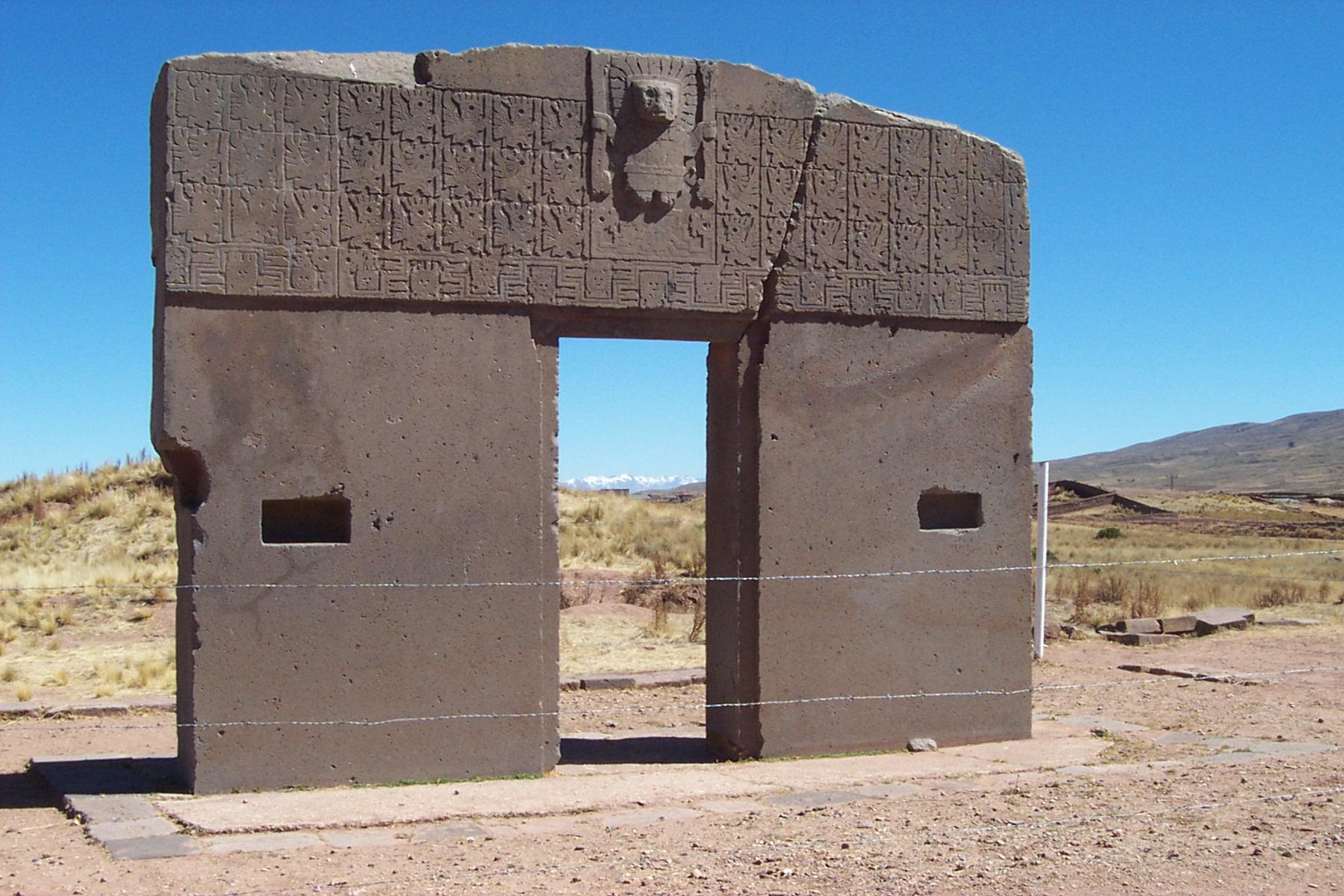
Porta do Sol, nas ruínas de um antigo povoamento da cultura Tiwanaku

Tiwanaku (em castelhano:  Tiahuanaco e Tiahuanaco) é um importante sítio arqueológico pré-colombiano na Bolívia ocidental. A cultura Tiwanaku é reconhecida por eruditos andinos como uma das precursoras mais importantes do Império Inca, florescendo como a capital ritual e administrativa de um grande e poderoso Estado por cerca de 500 anos. As ruínas da antiga cidade-Estado estão perto da costa sul-oriental do Lago Titicaca, no Departamento de La Paz, há cerca de 72 quilômetros a oeste de La Paz. O local foi registrado pela primeira vez na história escrita pelo conquistador espanhol Pedro Cieza de León, que se deparou com os restos de Tiwanaku em 1549 enquanto procurava a região inca de Qullasuyu. Alguns levantaram a hipótese de que o nome moderno de Tiwanaku estaria relacionado com o termo aimará taypiqala, que significa "pedra no centro", em alusão à crença de que a cidade estava no centro do mundo. No entanto, o nome pelo qual Tiwanaku era conhecida por seus habitantes pode ter sido perdido, visto que o povo de Tiwanaku não tinha uma linguagem escrita.

### Chachapoyas
Os chachapoyas, ou "povo das nuvens", eram uma civilização andina que vivia nas florestas da região do Amazonas, no atual norte do Peru. Os incas conquistaram os chachapoyas pouco antes da chegada dos espanhóis no Peru. A primeira evidência concreta de sua existência remonta a cerca de 600 d.C, embora seja possível que eles construíram um assentamento chamado Gran Pajatén onde algumas cerâmicas foram datados de 200 a.C. O maior sítio arqueológico de Chacapoyan descoberto até agora é Kuelap. Também foram descobertos alguns locais de sepultamento mumificados.

### Wari
A cultura wari (em castelhano:  Huari) foi uma civilização que floresceu nos Andes, no centro-sul e no litoral do moderno Peru, em cerca de 500-1000 a.C. (A cultura wari não deve ser confundida com o grupo étnico moderno e de linguagem conhecida como Wari', com o qual não tem qualquer ligação conhecida.) A cultura wari, como a antiga capital era chamada, está localizado a 11 quilômetros a nordeste da cidade moderna de Ayacucho, no Peru. Esta cidade era o centro de uma civilização que cobria grande parte do planalto e litoral do Peru atual. Os vestígios mais bem preservados, ao lado das ruínas de Wari, são as recém-descobertas ruínas do Norte Wari, perto da cidade de Chiclayo, e Cerro Baul, em Moquegua. Também são conhecidas as ruínas de Pikillaqta Wari, a uma curta distância a sudeste da cidade de Cuzco, na rota para o Lago Titicaca.

## Culturas históricas

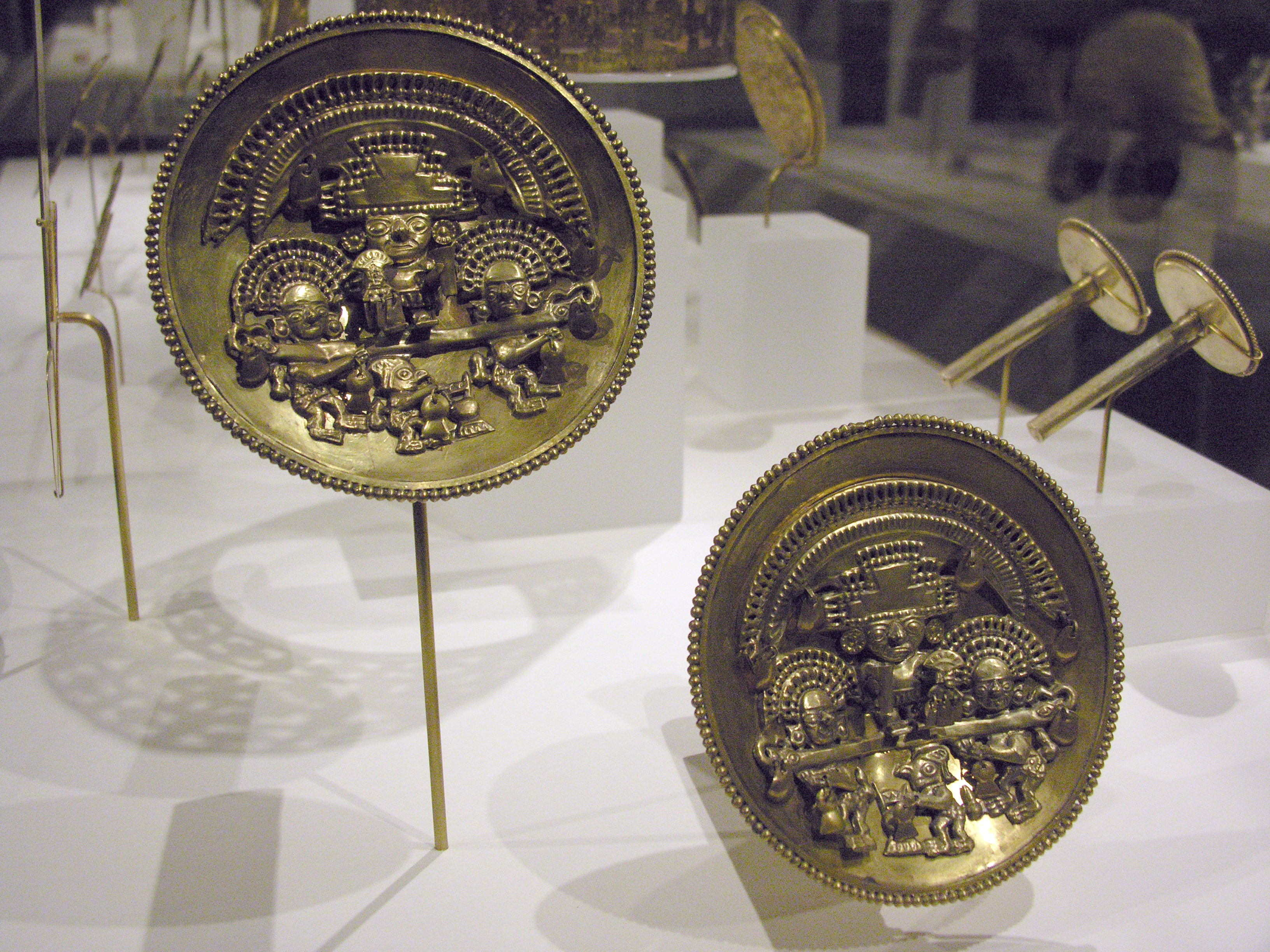
Adorno de ouro da cultura chimu. (1300 d.C. Museu Larco, Lima, Peru)

### Chimú
Os chimus foram os moradores de Chimor, com capital na cidade de Chan Chan, uma grande cidade no Vale do Moche da atual Trujillo, Peru. A cultura surgiu por volta de 900 d.C. O governante inca Tupac Yupanqui liderou uma campanha que conquistou os chimus  por volta de 1470 d.C.
Isto foi apenas 50 anos antes da chegada dos espanhóis na região. Consequentemente, cronistas espanhóis foram capazes de gravar as contas da cultura Chimú de indivíduos que viveram antes da conquista inca. Da mesma forma, evidências arqueológicas sugerem que a cultura chimu cresceu a partir dos restos da cultura moche; as primeiras cerâmicas chimus tinham alguma semelhança com a dos moches. As cerâmicas são todas pretas e seu trabalho em metais preciosos é muito detalhado e complexo.

### Império Inca

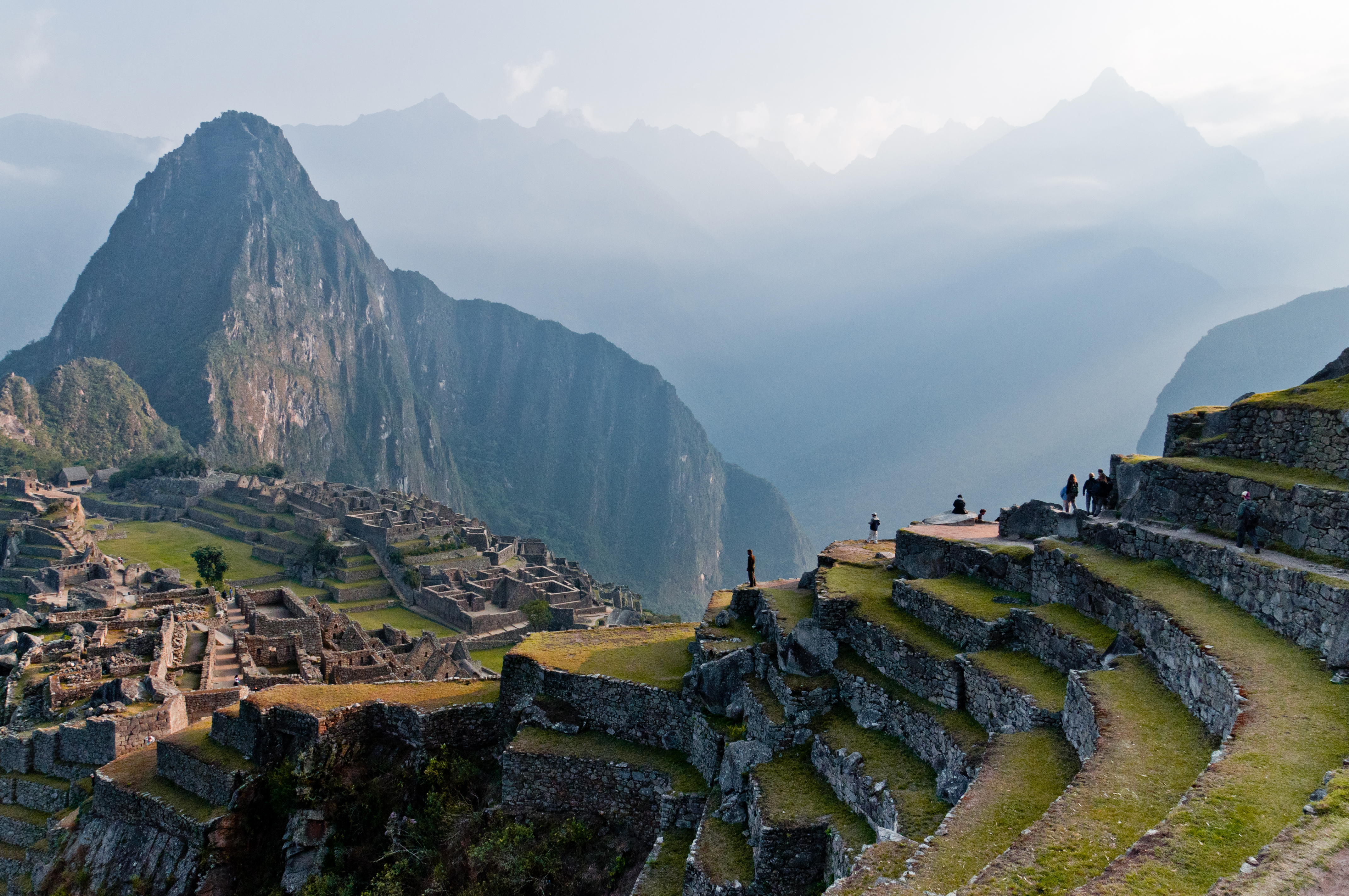
Ruínas da cidade antiga inca de Macchu Picchu

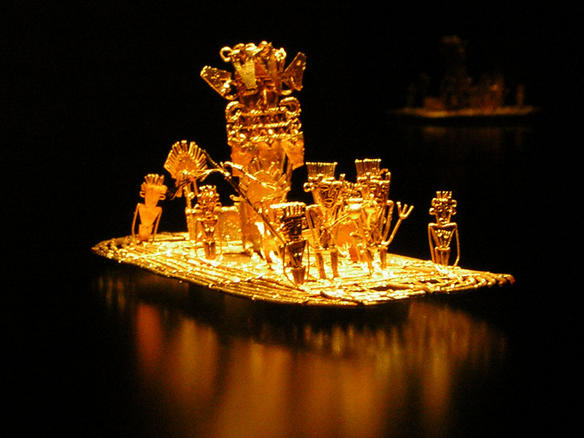
A balsa muísca, uma escultura pré-colombiana de ouro representando as ofertas de ouro deste povo

O Império Inca ou Império Inka (em quéchua: Tawantinsuyu) foi o maior império da América pré-colombiana.  O centro administrativo, político e militar do império ficava localizado na cidade de Cusco, no atual Peru. A civilização inca surgiu das terras altas do Peru em algum momento no início do século XIII.
De 1438 a 1533, os incas usaram uma variedade de métodos, da conquista à assimilação pacífica, para incorporar uma grande porção do oeste da América do Sul, centrado nas Cordilheira dos Andes, incluindo grandes partes dos países modernos do Equador, Peru, Bolívia, Argentina, Chile e Colômbia em um Estado comparável aos impérios históricos do Velho Mundo.

### Muísca
Os muíscas foram o povo de língua chibcha que formaram a Confederação Muísca do planalto central da atual Colômbia. Eles foram encontrados pelo Império Espanhol em 1537, na época da conquista. Os muíscas compreendiam duas confederações: a Hunza do norte, cujo soberano era o Zaque, e Bacatá do sul, cujo soberano era o Zipa. Ambas as confederações estavam localizadas nas terras altas das modernas Cundinamarca e Boyacá (Altiplano Cundiboyacense) na área central da Cordilheira Oriental da Colômbia.